# مانثيرا دي أريبا
بلدية مانثيرا دي أريبا (بالإسبانية: Mancera de Arriba) هي بلدية تقع في مقاطعة آبلة التابعة لمنطقة قشتالة وليون وسط إسبانيا.

## الديموغرافيا
بلغ عدد سكان بلدية مانثيرا دي أريبا 102 نسمة عام 2011 (وفقاً للمعهد الوطني للإحصاء الإسباني).
| 156 | 151 | 136 | 120 | 109 | 101 | 102 |